# Белов, Пётр Андреевич (военачальник)
Пётр Андреевич Белов (Генрих Альфредович Виттенкопф) (22 апреля 1881, Российская империя, Курляндская губерния — 1920) — русский военачальник, генерал-майор.
Участник Русско-Японской, Первой мировой и Гражданской войн.
Участник Белого движения на Востоке России.

## Образование
Окончил частную классическую гимназию и, в 1902 году — Виленское юнкерское училище.
В 1913 году окончил Академию Генерального штаба.

## Довоенная служба
С 1899 года служил вольноопределяющимся.
В 1902 году произведен в подпоручики, с 29 ноября 1904 года служил начальником команды разведчиков 117-го пехотного Ярославского полка.

## Участие в Русско-Японской войне
23 июня 1906 года был переведен в 114-й пехотный Новоторжский полк.
В 1906 году получил звание поручика, а в 1910 — штабс-капитана. Окончил Императорскую Николаевскую военную академию (1912; по 1-му разряду). По выпуску из академии приказом по ген. штабу № 27 за 1913 прикомандирован к 116-му пех. Малоярославскому полку на 1 г. для командования ротой (с 09.10.1913).

## Участие в Первой мировой войне
С 9 октября 1913 года командовал ротой 116-го пехотного Малоярославского полка.
С 21 июля 1914 года служил обер-офицером для поручений при штабе Риго-Шавельского отряда, переименованного впоследствии в 26-й армейский корпус..
В 1914 году был произведен в капитаны.
С 15 января 1915 года служил старшим адъютантом штаба 6-й кавалерийской дивизии.
10 февраля 1915 года во время боя был ранен осколком гранаты в грудь.
С 9 ноября 1915 года служил штаб-офицером для поручений при штабе 38-го армейского корпуса.
6 декабря 1915 года произведен в подполковники.
С 8 января 1917 года служил начальником штаба 170-й пехотной дивизии. а с 30 апреля 1917 — старшим адъютантом штаба 3-й армии.
6 декабря 1917 года был произведен в полковники.
За время войны был награждён 4 орденами.
28 февраля 1918 года был уволен из армии.

## Гражданская война и Белое движение
Со 2 по 12 июня 1918 года служил начальником штаба Омского военного округа.
С 13 июня по 15 ноября 1918 года служил начальником штаба Сибирской армии.
За службу Приказом Верховного главнокомандующего от 9 октября 1918 Белову была объявлена благодарность.
13 ноября «вследствие поданного рапорта» был отчислен в резерв Ставки.
У адмирала Колчака возглавлял штаб Русской армии с января по февраль 1919 года.
Позднее, 21 февраля по 23 марта 1919 года служил начальником штаба и временно командующим Сводным (5-м) Стерлитамакским корпусом.
С конца марта по июнь 1919 года командовал Южной группой войск Западной армии; с июня по октябрь 1919 года — командующий Южной армией.
7 мая 1919 года был награждён орденом Святого Владимира 3-й степени с мечами.
В результате расформирования управления Южной армии 18 сентября 1919 года был переведен в распоряжении Верховного главнокомандующего адмирала Колчака.
С октября 1919 года — помощник военного министра по мобилизационно-организационной части, 28 октября руководил эвакуацией города Омска.

## Гибель
В 1920 году попал в плен под Красноярском к красным. Расстрелян.